# Gran cacciatore di Francia

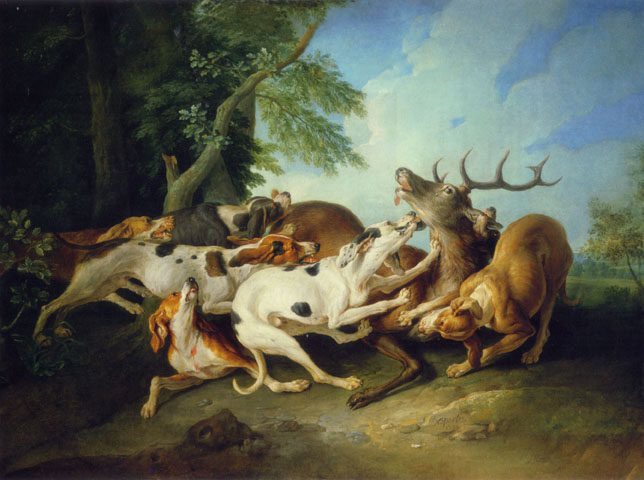
Cerf aux abois di Alexandre-François Desportes, 1729

Quella di Gran cacciatore di Francia (Grand veneur de France in francese) era uno dei Grandi uffici della Corona di Francia, conferito ai nobili di più alto lignaggio che venivano incaricati di sovrintendere alle partite di caccia reali.

## La carica
La carica fu creata nel 1413 dal re di Francia Carlo VI (1368 – 1422, re dal 1380), nello stesso periodo dei Gran falconieri e dei capi-muta. Il Gran cacciatore era quindi responsabile di una muta di circa cento cani, per il cervo. Sotto Carlo VIII al suo servizio vi erano nove scudieri, nove cacciatori, due aiutanti, sei garzoni per i segugi e una guardia per cani da caccia alla volpe.
La sua importanza aumentò sotto Francesco I, ancora sotto Enrico II ma l'apogeo fu raggiunto sotto Enrico IV. Nel 1596 aveva al suo servizio 182 persone in tutto: luogotenenti, sottotenenti, gentiluomini, garzoni per i segugi, garzoni per cani, un chirurgo ed un farmacista. 
La carica di Gran cacciatore era la più importante di quelle riguardanti la caccia alla corsa. Nel XVI secolo la casa dei Guisa contava cinque titolari della carica e nel XVII il casato dei Rohan-Montbazon successero loro con tre titolari. Il 12 dicembre 1669 la carica fu assegnata al cinquantenne Carlo Massimiliano Antonio di Belleforière, marchese di Soyecourt. All'inizio del secolo successivo la carica fu attribuita da Luigi XIV al conte di Tolosa, uno dei suoi figli legittimati, dal quale passò al figlio Luigi Giovanni Maria di Borbone-Penthièvre. 
La remunerazione della carica era relativamente modesta per una tale incombenza in seno alla casa reale: a partire dal XVI secolo erav stata elevata a 1.200 lire l'anno, alle quali però devono essere aggiunti emolumenti vari assommanti a circa 10.000 lire annue, oltre naturalmente al prestigio che ne conseguiva. La carica poteva essere anche ceduta e il suo valore fluttuò in base alla legge della domanda e dell'offerta: non vi sono informazioni certe sull'esatto ammontare di queste transazioni. Secondo il duca di Saint-Simon (1675 – 1755) il duca de La Rochefoucauld vendette la sua carica nel 1714 per 500.000 lire.

## I Grandi cacciatori di Francia

### Ancien Régime
- 1472: Yvon du Fou (†1475)
- Luigi di Brézé, signore d'Anet (†1531)
- 1526: Claudio di Lorena (1496 – 1550), 1º duca di Guisa;
- 1550: Francesco di Lorena (1519 – 1563), 2º duca di Guisa, figlio del precedente;
- 1563: Claudio di Guisa, duca d'Aumale;
- verso il 1580: Carlo I di Lorena (1555 – 1631), duca d'Aumale;
- 1602-1643: Ercole di Rohan-Montbazon (v. 1568 – 1654), conte di Rochefort-en-Yvelines, pari di Francia;
- Luigi VIII di Rohan (1598 – 1667), figlio del precedente
- 1655: Luigi di Rohan (1635 – 1674)
- 1669: Carlo-Massimiliano di Belleforière, marchese di Soyecourt (†1679)
- 1679: Francesco VII de La Rochefoucauld (1634 – 1714), 3º duca di La Rochefoucauld;
- 1714-1737: Luigi Alessandro di Borbone-Francia (1678 – 1737), conte di Tolosa, figlio naturale di Luigi XIV;
- 1737: Luigi Giovanni Maria di Borbone-Penthièvre (1725-1793), duca di Penthièvre, figlio del precedente;
- 1755: Luigi Alessandro di Borbone-Penthièvre (1747-1768), figlio del precedente

### Consolato e Primo Impero
- 1804: Louis Alexandre Berthier (1753 – 1815), generale napoleonico, Maresciallo dell'Impero, principe di Neuchâtel.

### Restaurazione
- 1821: Armand-Emmanuel de Vignerot du Plessis (1766 – 1822), duca di Richelieu;
- 1823: Jacques Alexandre Law de Lauriston (1768 – 1828), conte di Lauriston, maresciallo di Francia

### Secondo Impero
- 1852: Bernard Pierre Magnan (1791 – 1865), generale e maresciallo di Francia;
- 1865: Edgar Napoléon Henry Ney, principe della Moskova (1812 – 1882), quarto figlio del Maresciallo dell'Impero Michele Ney e senatore dal 1859.